# Городок (Владимирская область)
Городок — деревня в Камешковском районе Владимирской области России, входит в состав муниципального образования Второвское.

## География
Деревня расположена в 4 км на восток от центра поселения села Второво, в 14 км на юго-запад от райцентра Камешково.

## История
В конце XIX — начале XX века деревня входила в состав Лаптевской волости Владимирского уезда, с 1924 года — в составе Второвской волости. В 1859 году в деревне числилось 46 дворов, в 1905 году — 66 дворов, в 1926 году — 78 хозяйств.
С 1929 года деревня являлась центром Городецкого сельсовета Владимирского района, с 1940 года — в составе Второского сельсовета Камешковского района, с 2005 года — в составе муниципального образования Второвское.

## Население
| 1859 | 1905 | 1926 |
| ---- | ---- | ---- |
| 397  | 428  | 346  |

| 1859 | 1905 | 1926 | 2002 | 2010 | 2021 |
| ---- | ---- | ---- | ---- | ---- | ---- |
| 397  | ↗428 | ↘346 | ↘20  | ↘15  | ↗49  |